# Выборы губернатора Тюменской области (2014)
Досрочные выборы губернатора Тюменской области состоялись 14 сентября 2014 года в единый день голосования.

## Ход событий
13 мая 2014 года в ходе рабочей встречи с президентом В. В. Путиным губернатор Владимир Якушев, занимавший пост с 2005 года, попросил освободить себя от должности с целью переизбрания на досрочных выборах. Путин подписал указ об отставке и назначении Якушева и.о. главы региона.
После выборов повторно вступил в должность 25 сентября 2014 года.